# 1733년
1733년은 목요일로 시작하는 평년이다.

## 연호
- 청(淸) 옹정(雍正) 11년
- 일본(日本) 교호(享保) 18년
- 후 레 왕조(後黎朝) 롱득(龍德) 2년

## 기년
- 류큐(琉球) 쇼케이왕(尚敬王) 21년
- 청(淸) 세종 옹정제(世宗 雍正帝) 11년
- 조선(朝鮮) 영조(英祖) 9년
- 후 레 왕조(後黎朝) 순종(純宗) 2년

## 탄생
- 3월 13일 - 영국의 신학자, 철학자, 화학자 조지프 프리스틀리.

## 사망
- 1월 21일 - 영국의 경제학자 버나드 맨더빌